# Чемпіонат світу з футболу 1998 (кваліфікаційний раунд, ОФК)
У рамках відбіркового турніру до чемпіонату світу з футболу 1998 десять футбольних збірних країн Океанії (зона ОФК) змагалися за можливість виходу до фінальної частини світової футбольної першості 1998 року. Фактично для представників Океанії у фінальній частині чемпіонату світу було надано половину путівки, тобто переможець відбору ОФК згодом мав подолати ще   раунд плей-оф і міг пробитися на чемпіонат лише здолавши представника азійської АФК.

## Формат
Турнір проходив у три етапи. 
- Перший раунд: чотири найкращі за рейтингом ФІФА на той час команди регіону (Австралія, Нова Зеландія, Фіджі та Таїті) починали боротьбу з другого раунду. Решту шість команд-учасниць відбору було розділено на дві групи (по три команди у кожній) за географічною ознакою — на Меланезійську Групу та Полінезійську Групу. Учасники кожної із груп проводили між собою по одній грі за круговою системою. Переможець Меланезійської групи виходив напряму до Другого раунду, а переможець Полінезійської групи ще мав позмагатися за це право у плей-оф проти команди, що посіла друге місце у Меланезійській групі.
- Другий раунд: Шість команд-учасниць раунду було розділено на дві групи по три команди у кожній. Учасники кожної із груп проводили між собою по дві гри за круговою системою. Переможці кожної із груп виходили до фінального раунду.
- Фінальний раунд: Переможці своїх груп у Другому раунді грали між собою дві гри, по одній удома та в гостях. Переможець за сумою двох ігор виходив до міжконтинентального плей-оф.

## Перший раунд

### МеланезійськаГрупа
| Місце | Команда            | І | В | Н | П | Г+ | Г- | РГ | О |
| ----- | ------------------ | - | - | - | - | -- | -- | -- | - |
| 1     | Папуа Нова Гвінея  | 2 | 1 | 1 | 0 | 3  | 2  | 1  | 4 |
| 2     | Соломонові Острови | 2 | 0 | 2 | 0 | 2  | 2  | 0  | 2 |
| 3     | Вануату            | 2 | 0 | 1 | 1 | 2  | 3  | -1 | 1 |

| 16 вересня 1996 |

| Папуа Нова Гвінея | 1–1    | Соломонові Острови |
| ----------------- | ------ | ------------------ |
| Деніел 15'        | (Звіт) | Рукумана 71'       |

| Лае, Папуа Нова Гвінея Глядачів: 4,500 Арбітр: Юджин Браццале (Австралія) |

| 18 вересня 1996 |

| Соломонові Острови | 1–1    | Вануату   |
| ------------------ | ------ | --------- |
| Беррі 16'          | (Звіт) | Нокут 37' |

| Лае, Папуа Нова Гвінея Глядачів: 2,500 Арбітр: Массімо Равейно (Таїті) |

| 20 вересня 1996 |

| Папуа Нова Гвінея      | 2–1    | Вануату  |
| ---------------------- | ------ | -------- |
| Фуріджі 88' Каранг 89' | (Звіт) | Гаро 27' |

| Лае, Папуа Нова Гвінея Глядачів: 7,500 Арбітр: Юджин Браццале (Австралія) |

До Другого раунду вийшла Папуа Нова Гвінея, а Соломонові Острови стали учасниками плей-оф за вихід до Другого раунду.

### ПолінезійськаГрупа
| Місце | Команда      | І | В | Н | П | Г+ | Г- | РГ | О |
| ----- | ------------ | - | - | - | - | -- | -- | -- | - |
| 1     | Тонга        | 2 | 2 | 0 | 0 | 3  | 0  | 3  | 6 |
| 2     | Самоа        | 2 | 1 | 0 | 1 | 2  | 2  | 0  | 3 |
| 3     | Острови Кука | 2 | 0 | 0 | 2 | 1  | 4  | -3 | 0 |

| 11 листопада 1996 |

| Тонга           | 2–0    | Острови Кука |
| --------------- | ------ | ------------ |
| Молені 20', 67' | (Звіт) |              |

| Нукуалофа, Тонга Глядачів: 500 Арбітр: Шамін Хан (Фіджі) |

| 13 листопада 1996 |

| Самоа                    | 2–1    | Острови Кука |
| ------------------------ | ------ | ------------ |
| Тапунуу 10' Палусамі 20' | (Звіт) | Стентер 68'  |

| Нукуалофа, Тонга Глядачів: 400 Арбітр: Ніл Фокс (Нова Зеландія) |

| 15 листопада 1996 |

| Тонга    | 1–0    | Самоа |
| -------- | ------ | ----- |
| Вейн 29' | (Звіт) |       |

| Нукуалофа, Тонга Глядачів: 1,500 Арбітр: Дерек Рагг (Нова Зеландія) |

Тонга стала учасником плей-оф за вихід до Другого раунду.

### Плей-оф
| 15 лютого 1997 |

| Тонга | 0–4    | Соломонові Острови                    |
| ----- | ------ | ------------------------------------- |
|       | (Звіт) | Кіряу 34' Сені 73' Беррі 85' Пелі 87' |

| Нукуалофа, Тонга Глядачів: 3,000 Арбітр: Дерек Рагг (Нова Зеландія) |

| 1 березня 1997 |

| Соломонові Острови                                                    | 9–0    | Тонга |
| --------------------------------------------------------------------- | ------ | ----- |
| Беррі 3', 41', 57' Рукумана 12' Вабо 37' Сені 61', 63', 74' Кіряу 66' | (Звіт) |       |

| Хоніара, Соломонові Острови Глядачів: 4,000 Арбітр: Массімо Равейно (Таїті) |

Соломонові Острови пройшли до Другого раунду завдяки перемозі 13:0 за сумою двох зустрічей.

## Другий раунд

### Група 1
| Місце | Команда            | І | В | Н | П | Г+ | Г- | РГ  | О  |
| ----- | ------------------ | - | - | - | - | -- | -- | --- | -- |
| 1     | Австралія          | 4 | 4 | 0 | 0 | 26 | 2  | 24  | 12 |
| 2     | Соломонові Острови | 4 | 1 | 1 | 2 | 7  | 21 | -14 | 4  |
| 3     | Таїті              | 4 | 0 | 1 | 3 | 2  | 12 | -10 | 1  |

| 11 червня 1997 |

| Австралія                                                                                         | 13–0   | Соломонові Острови |
| ------------------------------------------------------------------------------------------------- | ------ | ------------------ |
| Морі 2', 15', 36', 65', 80' Алоїзі 33', 53', 81', 86', 87' Фостер 68' Тапаї 78' Боснич 88' (пен.) | (Звіт) |                    |

| Сідней, Австралія Глядачів: 3,127 Арбітр: Брюс Едвард Грімшоу (Нова Зеландія) |

| 13 червня 1997 |

| Австралія                                           | 5–0    | Таїті |
| --------------------------------------------------- | ------ | ----- |
| Відмар 14' Трімболі 37', 42' Арнольд 47' Бінглі 66' | (Звіт) |       |

| Сідней, Австралія Глядачів: 2,869 Арбітр: Браян Джеффрі Прешес (Нова Зеландія) |

| 15 червня 1997 |

| Соломонові Острови                | 4–1    | Таїті         |
| --------------------------------- | ------ | ------------- |
| Сені 37' Беррі 39', 80' Тоата 89' | (Звіт) | Людівьйон 82' |

| Сідней, Австралія Глядачів: 253 Арбітр: Ніл Фокс (Нова Зеландія) |

| 17 червня 1997 |

| Соломонові Острови | 2–6    | Австралія                                                                |
| ------------------ | ------ | ------------------------------------------------------------------------ |
| Пелі 59' Сурі 65'  | (Звіт) | Слейтер 15' Арнольд 17' Каєреа 38' (аг) Тапаї 47', 51' Відмар 75' (пен.) |

| Сідней, Австралія Глядачів: 2,122 Арбітр: Браян Джеффрі Прешес (Нова Зеландія) |

| 19 червня 1997 |

| Таїті | 0–2    | Австралія             |
| ----- | ------ | --------------------- |
|       | (Звіт) | Зелич 8' Трімболі 86' |

| Сідней, Австралія Глядачів: 2,918 Арбітр: Брюс Едвард Грімшоу (Нова Зеландія) |

| 21 червня 1997 |

| Таїті     | 1–1    | Соломонові Острови |
| --------- | ------ | ------------------ |
| Руссо 38' | (Звіт) | Кваомае 43'        |

| Сідней, Австралія Глядачів: 266 Арбітр: Брюс Едвард Грімшоу (Нова Зеландія) |

Австралія пройшла до Фінального раунду.

### Група 2
| Місце | Команда           | І | В | Н | П | Г+ | Г- | РГ | О |
| ----- | ----------------- | - | - | - | - | -- | -- | -- | - |
| 1     | Нова Зеландія     | 4 | 3 | 0 | 1 | 13 | 1  | 12 | 9 |
| 2     | Фіджі             | 4 | 2 | 0 | 2 | 4  | 7  | -3 | 6 |
| 3     | Папуа Нова Гвінея | 4 | 1 | 0 | 3 | 2  | 11 | -9 | 3 |

| 31 травня 1997 |

| Папуа Нова Гвінея | 1–0    | Нова Зеландія |
| ----------------- | ------ | ------------- |
| Ніакуам 80'       | (Звіт) |               |

| Порт-Морсбі, Папуа Нова Гвінея Глядачів: 3,000 Арбітр: Нік Ахмад Хаджі Якуб (Малайзія) |

| 7 червня 1997 |

| Фіджі | 0–1    | Нова Зеландія      |
| ----- | ------ | ------------------ |
|       | (Звіт) | Джексон 80' (пен.) |

| Ба, Фіджі Глядачів: 5,500 Арбітр: Юджин Браццале (Австралія) |

| 11 червня 1997 |

| Нова Зеландія                                               | 7–0    | Папуа Нова Гвінея |
| ----------------------------------------------------------- | ------ | ----------------- |
| Ковені 10', 13', 67' Руфер 22', 31' Елліотт 40' Стівенс 80' | (Звіт) |                   |

| Окленд, Нова Зеландія Глядачів: 2,000 Арбітр: Едді Ленні (Австралія) |

| 15 червня 1997 |

| Фіджі                            | 3–1    | Папуа Нова Гвінея |
| -------------------------------- | ------ | ----------------- |
| Піта 22' Масінісо 26' Дугуга 89' | (Звіт) | Вайвай 68'        |

| Сува, Фіджі Глядачів: 1,500 Арбітр: Едді Ленні (Австралія) |

| 18 червня 1997 |

| Нова Зеландія                                         | 5–0    | Фіджі |
| ----------------------------------------------------- | ------ | ----- |
| Руфер 17', 77' Ковені 63' Вілджоен 80' ван Стеден 85' | (Звіт) |       |

| Окленд, Нова Зеландія Глядачів: 12,033 Арбітр: Массімо Равейно (Таїті) |

| 21 червня 1997 |

| Папуа Нова Гвінея | 0–1    | Фіджі   |
| ----------------- | ------ | ------- |
|                   | (Звіт) | Дріу 1' |

| Порт-Морсбі, Папуа Нова Гвінея Глядачів: 3,000 Арбітр: Піром Анпрасерт (Таїланд) |

Нова Зеландія пройшла до Фінального раунду.

## Фінальний раунд
| Команда 1     | Заг. | Команда 2 | 1-й матч | 2-й матч |
| ------------- | ---- | --------- | -------- | -------- |
| Нова Зеландія | 0-5  | Австралія | 0-3      | 0-2      |

| 28 червня 1997 19:30 |

| Нова Зеландія | 0–3    | Австралія                        |
| ------------- | ------ | -------------------------------- |
|               | (Звіт) | Алоїзі 18' Відмар 42' Фостер 67' |

| Маунт Смарт, Окленд, Нова Зеландія Глядачів: 23,000 Арбітр: Масайосі Окада (Японія) |

| 6 липня 1997 20:15 |

| Австралія            | 2–0    | Нова Зеландія |
| -------------------- | ------ | ------------- |
| Зелич 6' Арнольд 54' | (Звіт) |               |

| Футбольний стадіон, Сідней, Австралія Глядачів: 14,045 Арбітр: Джамаль Аш-Шаріф (Сирія) |

Австралія вийшла до міжконтинентального плей-оф завдяки перемозі 5:0 за сумою двох ігор.

## Міжконтинентальний плей-оф
Плей-оф відбувався у форматі двоматчевого протистояння, в якому збірна Ірану, що поступилася у раунді Плей-оф відбору АФК, боролася зі збірною Австралії, переможцем відбору конфедерації ОФК, за місце у фінальній частині світової першості. Ігри проходили 22 і 29 листопада 1997 року відповідно у Тегерані та Мельбурні. Завдяки правилу виїзного гола переможцем стала збірна Ірану, тож ОФК залишилася без представництва на мундіалі 1998 року.
| Команда 1 | Заг.       | Команда 2 | 1-й матч | 2-й матч |
| --------- | ---------- | --------- | -------- | -------- |
| Іран      | (в.г.) 3–3 | Австралія | 1–1      | 2–2      |

## Бомбардири
Загалом у 24 іграх було забито 88 голів (у середньому 3,67 гола за гру).
7 голів
- Ноель Беррі

6 голів
- Джон Алоїзі

5 голів
- Дейміан Морі
- Роберт Сені

4 голи
- Ауреліо Відмар
- Воген Ковені
- Вінтон Руфер

3 голи
- Грем Арнольд
- Ернест Тапаї
- Пол Трімболі

2 голи
- Крейг Фостер
- Гаррі К'юелл
- Нед Зелич
- Джордж Кіряу
- Августін Пелі
- Едді Рукумана
- Тімоте Молені

1 гол
- Марк Боснич
- Меттью Бінглі
- Роббі Слейтер
- Мані Стентер
- Соломе Піта
- Есала Масінісо
- Ліуаї Дугуга
- Алівате Дріу
- Кріс Джексон
- Саймон Елліотт
- Тім Стівенс
- Рікі ван Стеден
- Нік Вілджоен
- Річард Деніел
- Бетмен Фуріджі
- Рой Каранг
- Френсіс Ніакуам
- Веслі Вайвай
- Майкл Джуніор Палусамі
- Тапунуу
- Джеффрі Кваомае
- Батрам Сурі
- Мозес Тоата
- Денні Вабо
- Жан Людівьйон
- Жан-Луп Руссо
- Толуто Вейн
- Реджинал Гаро
- Яу Туан Нокут

1 автогол
- Джиммі Каєреа (у грі проти Австралії)